# Рето Кнути
Рето Кнути (Reto Knutti, рођ. 1973) је швајцарски климатолог и професор климатске физике Института за атмосферске и климатске науке при ЕТХ Цирих (нем: Eidgenössische Technische Hochschule Zürich).
Познат је по истраживањима која укључују и климатске моделе, а био је и један од кључних чланова Међувладине стручне групе за промену климе (Intergovernmental Panel on Climate Change, IPCC).